# Office marocain de la propriété industrielle et commerciale
Office marocain de la propriété industrielle et commerciale (OMPIC) est un établissement public marocain, à caractère administratif doté de la personnalité civile et de l'autonomie financière.

## Historique
Créé en 2000, l'OMPIC est l'institution chargée de la protection des droits de la propriété industrielle et commerciale.
L’Office marocain de la propriété industrielle et commerciale (OMPIC) est l’organisme chargé de la protection de la propriété industrielle (marques, brevets d’invention, dessins et modèles industriels) et de la tenue du registre central du commerce au Maroc. L’OMPIC est un établissement public doté de la personnalité morale et de  l’autonomie financière. Il est placé sous la tutelle du ministère de l’Industrie, du Commerce, de l’Investissement et de l’Économie Numérique.

## Missions
L’OMPIC a différentes missions, notamment :
- Une mission régalienne vis-à-vis du cadre juridique de la propriété industrielle et commerciale, qui consiste à délivrer les titres de propriété industrielle et commerciale en vue de la protection de ces droits conformément au système légal ;
- Une mission d’accompagnement des entreprises pour un meilleur usage de la propriété industrielle et commerciale et ce à travers la promotion de ce système et des outils qu’il offre, ainsi que la diffusion de l’information ;
- Une mission de service public qui constitue la garantie d’un service alliant qualité, transparence, équilibre et rigueur au service de tous les utilisateurs du système de la propriété industrielle et commerciale;
- Une mission commerciale qui incite l’OMPIC à toujours innover, être à l’écoute de ses clients et à développer des services à valeur ajoutée.

La vision de la stratégie de propriété industrielle et commerciale ambitionne de : « Positionner l’OMPIC en tant qu’acteur clé dans la promotion de la créativité et de l’innovation et au service du Maroc Emergent ».
Son rôle est d’être un vecteur d’accompagnement de l’entreprise dans le développement de ses actifs immatériels (marques, brevets d’invention, dessins et modèles industriels, dénominations commerciales). Pour ce faire, il agit en amont du processus par la sensibilisation et la formation des opérateurs économiques, et intervient en aval dans les domaines de valorisation et du respect des droits protégés.
L'OMPIC tient les registres nationaux des titres de propriété industrielle à savoir les marques de fabrique, de commerce ou de service, les brevets d'invention, les dessins et modèles industriels, les indications géographiques et les appellations d’origine.
Il tient également le Registre Central du Commerce sur lequel sont inscrites les entreprises personnes morales et personnes physiques ayant des activités commerciales sur le territoire national.
Outre la tenue des registres nécessaires à la protection de la propriété industrielle et commerciale, l’OMPIC a pour mission de diffuser l’information au public :
- Information juridique : Extraits de registre de propriété industrielle et commerciale, copies officielles, publication et gazette officielles, copies d’actes (Statuts, Procès-verbaux, Certificats, Bilans…),
- Information technique : État de la technique issu des brevets d’invention,
- Information commerciale : Créations d’entreprises, informations financières issues des bilans…[2]

D’autres missions sont dévolues à l’OMPIC et qui consistent à :
- Promouvoir un meilleur usage de la propriété industrielle et commerciale, en vue d’en faire un vecteur de compétitivité pour les entreprises et un support de l’innovation et de la créativité.
- Améliorer les connaissances et développer les compétences en matière de propriété intellectuelle et commerciale (PIC) à travers la création de l’Académie Marocaine de la Propriété Industrielle et Commerciale (AMAPIC).

## Lois et réglementations

### Au niveau national
La loi 17-97 relative à la protection de la propriété industrielle:
La protection de la propriété industrielle au niveau national est régie par les dispositions de la loi 17-97 telle que modifiée et complétée par la loi 31-05 en 2006 et la loi 23-13 en 2014.
L'entrée en vigueur de la loi 17-97, le 18 mars 2004 a permis de remplacer les lois précédentes au Maroc, à savoir, la loi du 23 juin 1916 et la loi du 4 octobre 1938 relative à la protection de la propriété industrielle.
Cette loi a apporté de nouvelles dispositions traitant notamment :
- la protection de nouveaux domaines : des produits pharmaceutiques devenus brevetables, des inventions des salariés, les marques de services, les marques collectives.
- l'assouplissement de la procédure de dépôt. Tout déposant a la possibilité de bénéficier d'un délai de 3 mois pour régulariser son dossier incomplet.
- en matière de sanction, des peines d'emprisonnement et des amendes dissuasives en cas d'imitation, de contrefaçon et de concurrence déloyale.

La loi 31-05 modifiant et complétant la loi 17/97:
- La loi 31-05 modifiant et complétant la loi 17-97 est entrée en vigueur le 20 février 2006.

Cette loi comporte des dispositions qui portent sur:
- l’extension de la protection aux marques sonores et aux marques olfactives
- la mise en place du système d'opposition en matière des marques
- le dépôt électronique des demandes d’enregistrement de marques ;
- la protection des indications géographiques et des appellations d'origine, du système d’opposition y afférent et du registre national des indications géographiques;
- les mesures aux frontières en cas d’importation et d'exportation de produits contrefaits portant atteinte aux marques protégées au Maroc.

Loi 23-13 modifiant et complétant la loi 17-97
La nouvelle loi 23-13 modifiant et complétant la loi 17-97 est entrée en vigueur le 18 décembre 2014, elle s’articule autour des axes suivants:
- Organisation de la profession de conseiller en propriété industrielle.
- Modernisation de la procédure de dépôt des demandes de titres de propriété industrielle.
- Amélioration du système des brevets d’invention.
- Réforme du système national des dessins et modèles industriels.
- Consolidation du système national des marques.
- Mise en place d’un système de datage.
- Renforcement de l'application des droits de propriété industrielle.

### Au niveau international
L’adhésion aux Traités internationaux en matière de propriété industrielle offre au Maroc de nombreux avantages à savoir  le renforcement de son cadre juridique de protection des droits de propriété industrielle en faveur des investisseurs nationaux et étrangers et l’alignement aux standards internationaux les plus élevés dans ce domaine.
Tableau d'instruments internationaux

## Le serviceDirectinfo
Le service "DirectInfo" donne accès aux informations légales et financières sur les entreprises inscrites au Registre du Commerce. Le lien www.directinfo.ma permet d’accéder directement à un espace de recherche multicritère qui est mis en place pour consulter toutes les entreprises immatriculées au registre central du commerce et commander les services et documents disponibles aussi bien pour les personnes physiques que morales.

### Différentes références juridiques
- Loi 15-95 formant code de commerce
- Décret n° 2-96-906 (9 ramadan 1417) pris pour l'application du chapitre II - relatif au registre du commerce - du titre IV du livre premier de la loi n° 15-95 formant Code de commerce (B.O. 6 février 1997).
- Arrêté du ministre de la justice n° 106-97 du 9 ramadan 1417 (18 janvier 1997) définissant les formulaires de la déclaration d'inscription au registre du commerce et fixant la liste des actes et pièces justificatifs devant accompagner ladite déclaration.
- Loi n° 5-96 sur la société en nom collectif, la société en commandite simple, la société en commandite par actions, la société à responsabilité limitée et la société en participation.
- Loi n° 21-05 modifiant et complétant la loi n° 5-96 sur la société en nom collectif, la société en commandite simple, la société en commandite par actions, la société à responsabilité limitée et la société en participation.
- Loi n° 24-10 modifiant et complétant la loi n° 5-96 sur la société en nom collectif, la société en commandite simple, la société en commandite par actions, la société à responsabilité limitée et la société en participation.
- Dahir n° 1-96-124 du 14 rabii II 1417 (30 août 1996) portant promulgation de la loi n° 17-95 relative aux sociétés anonymes (modifié et complété par le dahir n°1-08-18 du 17 joumada I (23 mai 2008) portant promulgation de la loi n°20-05)
- Avis du comité de coordination du registre du commerce.